# Wohnhaus Voßstraße 36
Koordinaten: 52° 23′ 20,4″ N, 9° 44′ 32,1″ O

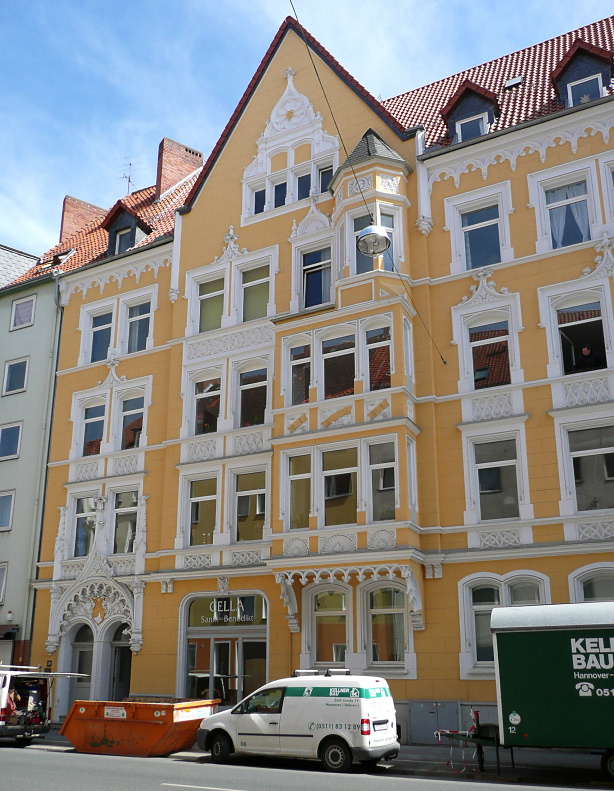
Voßstraße 36 in Hannover

Das Wohnhaus Voßstraße 36 in Hannover ist ein um 1900 errichtetes Wohngebäude. Bemerkenswert ist der aufwendig gestaltete Eingangsbereich mit Wimperg im linken Bereich der Schaufassade, die dem frühen Jugendstil (noch mit neogotischen Elementen angereichert) zugeordnet werden kann. Das Gebäude wurde ursprünglich als Mietshaus mit Laden im Erdgeschoss erbaut.

## Beschreibung
Das viergeschossige Wohnhaus ist verputzt und befindet sich unter einem Satteldach. Mittig befindet sich ein Zwerchgiebel. Ein Erker unterstreicht den historisierenden Ansatz des Gebäudes.

## Denkmalschutz
Das Gebäude steht aus geschichtlichen (architekturgeschichtlichen) und städtebaulichen Gründen nach § 3 Abs. 2 NDSchG unter Denkmalschutz.

## Nutzung
Seit 1988 wird das Gebäude als Benediktinerkloster Cella Sankt Benedikt genutzt.